# Teoman Erkan
Teoman Sefa Erkan (* 5. Januar 1992 in Erbaa) ist ein türkischer Fußballspieler, der für 1461 Trabzon spielt.

## Karriere

### Verein
Erkan begann mit dem Vereinsfußball in der Jugendabteilung seines Heimatvereins Erbaaspor und spielte später in der Jugend von Erbaa Güreş İhtisasspor. Hier wurde er von den Talentjägern Ankaraspors gescoutet und in deren Jugendabteilung geholt. Zum Frühjahr 2010 erhielt hier einen Profivertrag und wurde einen Monat später an MKE Ankaragücü ausgeliehen. Zum Sommer wechselte er gegen eine Ablösesumme zu diesem Verein. MKE Ankaragücü verlor wegen großer finanzieller Probleme einen Großteil seiner Profispieler im Laufe der Saison 2011/12 und musste diesen Verlust durch die Spieler aus der Reserve- bzw. Jugendmannschaft ausgleichen. In diesem Zusammenhang wurde Erkan Teil des Profiteams.
Für die Rückrunde der Saison 2013/14 wurde Erkan an den Zweitligisten 1461 Trabzon ausgeliehen.

### Nationalmannschaft
2010 spielte Erkan zweimal für die türkische U-18-Nationalmannschaft.